# Vanderhorstia attenuata
Vanderhorstia attenuata es una especie de peces de la familia de los Gobiidae en el orden de los Perciformes.

## Morfología
Los machos pueden llegar a alcanzar los 3,6 cm de longitud total.

## Hábitat
Es un pez de Mar y, de clima tropical y bentopelágico que vive entre 38-48 m de profundidad. 

## Distribución geográfica
Se encuentran en las Islas Salomón. 

## Observaciones
Es inofensivo para los humanos. 